# Međuopćinska nogometna liga Karlovac – Gospić 1990./91.
Međuopćinska nogometna liga Karlovac – Gospić je bila liga šestog stupnja nogometnog prvenstva Jugoslavije u sezoni 1990./91. 
  
Sudjelovalo je 12 klubova, a prvak je bio klub "Duga Resa". 
 
Zbog nestabilne političke situacije, tzv. "Balvan revolucije", početka okupacije Hrvatske i samog Domovinskog rata, natjecanje se odvijalo otežano, te su dva kluba istupila iz natjecanja. 

## Sustav natjecanja
12 klubova je igralo dvokružnu ligu (22 kola), no dva kluba su istupila iz natjecanja u proljetnom dijelu, tako da je preostalih 10 klubova odigralo po 20 utakmica. 

## Ljestvica
| mj. | klub                                 | ut.      | pob.     | ner.     | por.     | gol+     | gol-     | bod      |
| --- | ------------------------------------ | -------- | -------- | -------- | -------- | -------- | -------- | -------- |
| 1.  | Duga Resa                            | 20       | 13       | 5        | 2        | 48       | 23       | 31       |
| 2.  | Croatia Žakanje                      | 20       | 12       | 5        | 3        | 52       | 22       | 29       |
| 3.  | Korana (Karlovac – Turanj)           | 20       | 11       | 5        | 4        | 35       | 21       | 27       |
| 4.  | Gospić                               | 20       | 11       | 2        | 7        | 45       | 30       | 24       |
| 5.  | Kordun Krnjak                        | 20       | 6        | 6        | 8        | 31       | 37       | 18       |
| 6.  | Mladost Topusko                      | 20       | 8        | 2        | 10       | 28       | 40       | 18       |
| 7.  | Petrova gora Vojnić                  | 20       | 7        | 3        | 10       | 31       | 42       | 17       |
| 8.  | Ivo Lola Ribar (Karlovac – Mostanje) | 20       | 4        | 6        | 10       | 15       | 33       | 14       |
| 9.  | Ilovac Karlovac                      | 20       | 3        | 2        | 15       | 18       | 36       | 8        |
| 10. | VOŠK Belavići                        | 20       | 4        | 2        | 14       | 28       | 54       | 8 (-2)   |
| 11. | Krbava Udbina                        | odustali | odustali | odustali | odustali | odustali | odustali | odustali |
| 12. | Ustanik Srb                          | odustali | odustali | odustali | odustali | odustali | odustali | odustali |

## Rezultatska križaljka
| kratica | klub                                 | CRO | DUGR | GOS | ILO | IVLR | KORA | KORD | MLA | PETG | VOŠK | KRB | UST |
| --- | ------------------------------------ | --- | ---- | --- | --- | ---- | ---- | ---- | --- | ---- | ---- | --- | --- |
| CRO | Croatia Žakanje                      |     |      |     |     |      |      |      |     |      |      |     |     |
| DUGR | Duga Resa                            |     |      |     |     |      |      |      |     |      |      |     |     |
| GOS | Gospić                               |     |      |     |     |      |      |      |     |      |      |     |     |
| ILO | Ilovac Karlovac                      |     |      |     |     |      |      |      |     |      |      |     |     |
| IVLR | Ivo Lola Ribar (Karlovac – Mostanje) |     |      |     |     |      |      |      |     |      |      |     |     |
| KORA | Korana (Karlovac – Turanj)           |     |      |     |     |      |      |      |     |      |      |     |     |
| KORD | Kordun Krnjak                        |     |      |     |     |      |      |      |     |      |      |     |     |
| MLA | Mladost Topusko                      |     |      |     |     |      |      |      |     |      |      |     |     |
| PETG | Petrova gora Vojnić                  |     |      |     |     |      |      |      |     |      |      |     |     |
| VOŠK | VOŠK Belavići                        |     |      |     |     |      |      |      |     |      |      |     |     |
| KRB | Krbava Udbina                        |     |      |     |     |      |      |      |     |      |      |     |     |
| UST | Ustanik Srb                          |     |      |     |     |      |      |      |     |      |      |     |     |
| |                                      |     |      |     |     |      |      |      |     |      |      |     |     |
| podebljan rezultat - utakmice od 1. do 11. kola (1. utakmica između klubova) rezultat normalne debljine - utakmice od 12. do 22. kola (2. utakmica između klubova) rezultat nakošen - nije vidljiv redoslijed odigravanja međusobnih utakmica iz dostupnih izvora rezultat smanjen * - iz dostupnih izvora nije uočljiv domaćin susreta prekrižen rezultat - poništena ili brisana utakmica p - utakmica prekinuta 3:0 p.f. / 0:3 p.f. - rezultat 3:0 bez borbe n.i. - nije igrano |                                      |     |      |     |     |      |      |      |     |      |      |     |     |

 Izvori: